# Mac mini
Mac mini — компьютер малого форм-фактора, разработанный и продаваемый компанией Apple Inc. По состоянию на 2022 год он занимает место между потребительским универсальным компьютером iMac и профессиональными Mac Studio и Mac Pro, являясь одним из четырёх существующих настольных компьютеров Macintosh. С момента запуска он поставляется без дисплея, клавиатуры и мыши. Изначально компьютер позиционировался как «BYODKM» (Bring Your Own Display, Keyboard, and Mouse) в качестве стратегического хода, призванного побудить пользователей перейти с ПК под управлением таких операционных систем, как Microsoft Windows и Linux.
Компьютер продается без монитора, клавиатуры и мыши, в расчёте на то, что у пользователя они уже есть от его PC или старого макинтоша. В комплекте с первыми моделями на базе процессора Intel шёл пульт дистанционного управления Apple Remote, с помощью которого можно управлять проигрыванием на компьютере музыки, видео и фотоколлекцией через Front Row.

## История
Оригинальный Mac Mini был представлен на Macworld Expo 11 января 2005 года, совместно с новой версией iPod.
Обе презентации были нацелены на нижний ценовой сегмент, для того чтобы предложить решения от Apple для новых, бюджетных рынков.

### Первое поколение (Mac mini G4)

#### Январь 2005
Две модели были объявлены 11 января 2005 на MacWorld Экспо в Сан-Франциско:
- Процессор PowerPC G4 1,25 ГГц, ОЗУ 256 MB и 40-гигабайтный жёсткий диск

по цене 499 USD (или 489 EUR, или 339 GBP, или 629 CAD) (Модель * M9686LL/A)
- Процессор PowerPC G4 1,42 ГГц, ОЗУ 256 MB и 80-гигабайтный жёсткий диск

по цене 599 USD (или 589 EUR, или 399 GBP, или 899 CAD) (Модель * M9687LL/A)
Каждая модель также включала:
- Привод CD-RW / DVD с щелевой загрузкой
- Видеоадаптер ATI Radeon 9200 с выходом DVI и ОЗУ 32 МБ
- 2 порта USB 2.0 и один порт FireWire
- Интегрированный Ethernet адаптер 10/100 Мб/с и модем V.92 56 кбит/с
- Разъём для подключения наушников

Дополнительно приобретаемые опции:
- Расширение ОЗУ до 1 ГБ DDR SDRAM PC-2100 (Mac Mini G4 имел единственный разъём DDR SDRAM),
- Карта беспроводной сети AirPort Extreme
- Карта Bluetooth

#### Июль 2005
26 июля 2005 была представлена переработанная модель. Самым значительным изменением стало удвоение ОЗУ с 256 МБ до 512 МБ. Прежний объём в 256 МБ с развитием приложений и macOS стал недостаточен.
- Модель 1,25 ГГц (M9686LL/B по цене 499 USD)
- Модель 1,42 ГГц (M9687LL/B по цене 599 USD)

В то же время, с моделью 1,42 ГГц в качестве стандартной опции перестал поставляться внутренний модем, однако его можно было купить как дополнение.
Топовая модель 1,42 ГГц продавалась с DVD+RW приводом с щелевой загрузкой за 699 USD (M9971LL/B).

#### Октябрь 2005
После очередной модификации Mac Mini получил увеличенную видеопамять — 64 МБ, увеличенную тактовую частоту процессора — 1,33 ГГц вместо 1,25 ГГц, и 1,5 ГГц вместо 1,42 ГГц, и 512 МБ ОЗУ PC-3200, работающего на частоте PC-2700. Модель жёсткого диска была 80 ГБ Seagate Momentus 5400.2 ST9808211A, 5400 об/мин, 8 МБ кеша. Новая беспроводная карта обеспечивала поддержку технологии Wi-Fi и BlueTooth внутри одной микросхемы, при этом не имела антенного разъёма, как это было на прежних картах. Привод компакт-дисков MATSHITA DVD-R UJ-845 поддерживал запись дисков DVD+R DL, и, неофициально, DVD-RAM.

### Второе поколение (Polycarbonate)

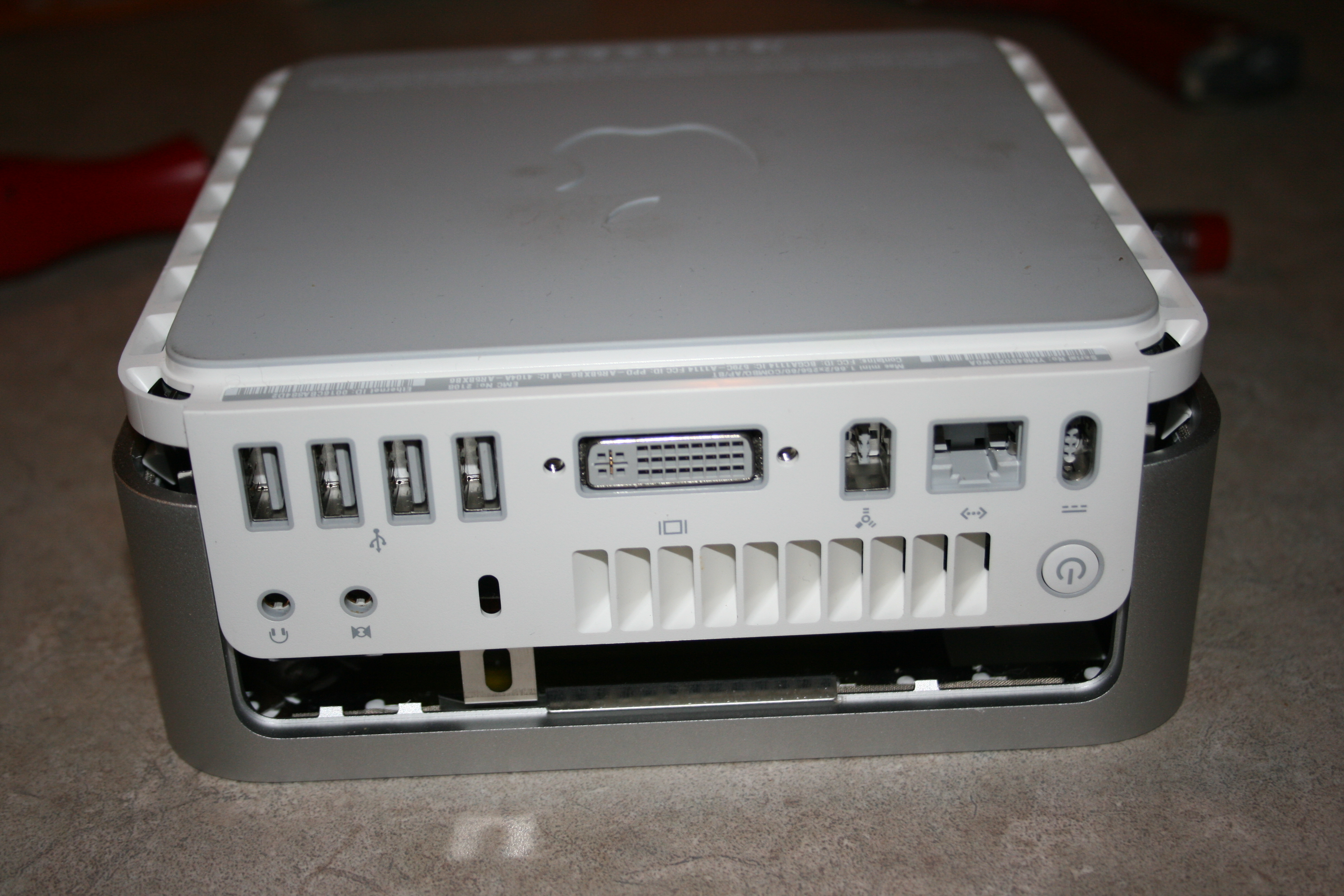
Порты на задней стороне Mac mini Intel 1-го поколения (2006).

#### Февраль 2006
Две новых модели на платформе Intel были объявлены 28 февраля 2006 взамен прежней линейки:
- Процессор Intel Core Solo 1,5 ГГц (T1200), жёсткий диск Serial ATA 60 ГБ, и комбо-привод оптических дисков (DVD-ROM/CD-RW) по цене 599 USD (MA205LL/A).
- Процессор Intel Core Duo 1,66 ГГц (T2300), жёсткий диск Serial ATA 80 ГБ, мультиформатный привод оптических дисков (DVD+R DL/DVD±RW/CD-RW) по цене 799 USD (MA206LL/A)

Обе модели включали:
- ОЗУ 512 МБ DDR2 SDRAM, два слота 200-контактных разъёмов SO-DIMM
- Интегрированное видео Intel GMA950, способное использовать от 80 МБ основного ОЗУ под видеопамять
- 4 порта USB 2.0
- 1 порт FireWire 400
- совмещённый аналоговый и оптический SPDIF аудиовыход и аудиовход
- видеовыход DVI
- Гигабитный сетевой адаптер
- Встроенные карты AirPort Extreme (802.11g) и Bluetooth 2.0+EDR

#### Сентябрь 2006
6 сентября 2006 вышли модели с увеличенными частотами процессора: Core Duo T2300 1,66 ГГц (MA607LL/A) по цене 599 USD, Duo T2400 1,83 ГГц (MA608LL/A)] за 799 USD.

#### Август 2007

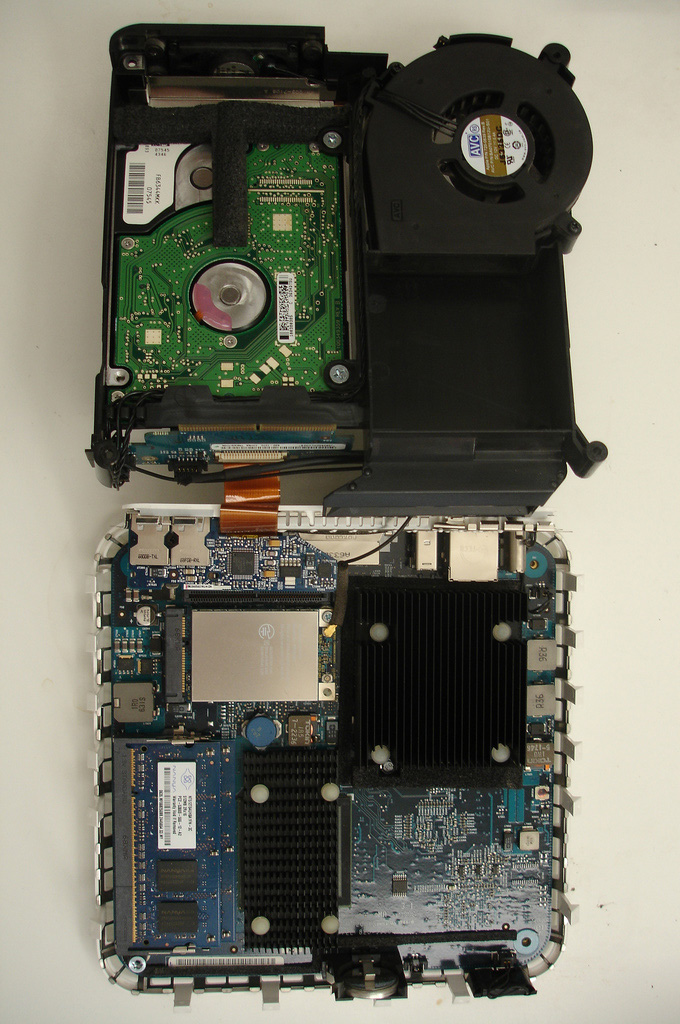
Внутри корпуса Mac mini (2007).

7 августа вышел обновлённый Mac Mini, с новым программным обеспечением и на новой аппаратной платформе:
- Процессор Intel Core 2 Duo 1,83 ГГц (T5600) или 2,0 ГГц (T7200)
- ОЗУ 1 ГБ DDR2 667 МГц с возможностью расширения до 2 ГБ (доступно 2 разъёма)
- Жёсткий диск Serial ATA 80 или 120 ГБ, 5400 об/мин
- Пакет мультимедийных программ iLife '08

#### Март 2009
3 марта вышел обновлённый Mac Mini, с новым программным обеспечением и на новой аппаратной платформе:

- Процессор: 1,66 ГГц Intel Core 2 Duo T5500
- Кэш второго уровня: 2 МБ, встроенные в процессор
- Системная шина: 1066 МГц
- Память: 1 ГБ памяти DDR3 SDRAM, работающей на частоте 1066 МГц или 2 ГБ, поддержка до 4 ГБ
- Жесткий диск: 120 ГБ Serial ATA, 5400 об/мин или 320 ГБ
- Оптический привод: 8x SuperDrive со щелевой загрузкой с поддержкой двухслойных дисков (DVD±R DL/DVD±RW/CD-RW)
- Графика: графический процессор NVIDIA GeForce 9400M с 128 МБ памяти DDR3 SDRAM, используемой совместно с оперативной памятью или 256 МБ памяти DDR3 SDRAM, используемой совместно с оперативной памятью;
- Порты: один порт FireWire 800 (мощностью 8 Вт), пять портов USB 2.0 (скорость передачи данных до 480 Мб/с), выход mini-DVI (адаптер mini-DVI — DVI в комплекте); порт Mini DisplayPort;
- Аудио: встроенный громкоговоритель, совмещенный оптический цифровой аудиовход и аудиовыход;
- Сетевой интерфейс: встроенный сетевой адаптер 10/100/1000BASE-T Gigabit Ethernet;
- Беспроводные интерфейсы: встроенный адаптер AirPort Extreme Wi-Fi (на основании проекта спецификации 802.11n); совместимость со стандартом IEEE 802.11a/b/g, встроенный адаптер Bluetooth 2.1 + EDR (улучшенная скорость передачи данных)

В комплект поставки также входит пакет iLife ’09 (включает в себя программы iPhoto, iMovie, iDVD, iWeb и GarageBand).

#### Октябрь 2009
20 октября вышел обновлённый Mac Mini, с новым программным обеспечением и на новой аппаратной платформе:

- Процессор: 2.26 ГГц Intel Core 2 Duo (P7550) или 2.53 ГГц Intel Core 2 Duo (P8700)
- Кэш второго уровня: 3 МБ, встроенные в процессор
- Системная шина: 1066 МГц
- Память: 2 ГБ (4 ГБ для 2,53 ГГЦ) памяти DDR3 SDRAM, работающей на частоте 1066 МГц, поддержка до 4 ГБ (до 8 ГБ по неофициальным данным)
- Жесткий диск: 160 ГБ (320 ГБ для 2.53 ГГц) Serial ATA, или 500 ГБ
- Оптический привод: 8x SuperDrive со щелевой загрузкой с поддержкой двухслойных дисков (DVD±R DL/DVD±RW/CD-RW)
- Графика: графический процессор NVIDIA GeForce 9400M с 256 МБ памяти DDR3 SDRAM, используемой совместно с оперативной памятью;
- Порты: один порт FireWire 800 (мощностью 8 Вт), пять портов USB 2.0 (скорость передачи данных до 480 Мб/с), выход mini-DVI (адаптер mini-DVI — DVI в комплекте); порт Mini DisplayPort;
- Аудио: встроенный громкоговоритель, совмещенный оптический цифровой аудиовход и аудиовыход;
- Сетевой интерфейс: встроенный сетевой адаптер 10/100/1000BASE-T Gigabit Ethernet;
- Беспроводные интерфейсы: встроенный адаптер AirPort Extreme Wi-Fi (на основании проекта спецификации 802.11n); совместимость со стандартом IEEE 802.11a/b/g, встроенный адаптер Bluetooth 2.1 + EDR (улучшенная скорость передачи данных)

В комплект поставки также входит пакет iLife ’09 (включает в себя программы iPhoto, iMovie, iDVD, iWeb и GarageBand).
Так же вышла серверная версия Mac mini отличающаяся от топовой конфигурации двумя жёсткими дисками объёмом по 500 ГБ, отсутствием оптического привода и предустановленной Mac OS X Snow Leopard Server.

### Третье поколение (Unibody)

#### Июнь 2010 (Mid 2010)
15 июня вышел обновлённый Mac Mini, в новом формфакторе, с новым программным обеспечением и на новой аппаратной платформе:

- Алюминиевый корпус уменьшенной высоты со встроенным блоком питания
- Процессор: 2,4 ГГц Intel Core 2 Duo или 2,66 ГГц Intel Core 2 Duo
- Кэш второго уровня: 3 МБ, встроенные в процессор
- Системная шина: 1067 МГц
- Память: 2 ГБ (опционально возможно расширение) памяти DDR3 SDRAM, работающей на частоте 1067 МГц, поддержка до 8 ГБ
- Жесткий диск: 320 ГБ или 2 по 500 ГБ
- Оптический привод: 8x SuperDrive со щелевой загрузкой с поддержкой двухслойных дисков (DVD±R DL/DVD±RW/CD-RW)
- Графика: графический процессор NVIDIA GeForce 320M с 256 МБ памяти DDR3 SDRAM, используемой совместно с оперативной памятью;
- Порты: один порт FireWire 800 (мощностью 8 Вт), 4 порта USB 2.0 , выход HDMI; порт Mini DisplayPort, слот для карт SD;
- Аудио: встроенный громкоговоритель, совмещенный оптический цифровой аудиовход и аудиовыход;
- Сетевой интерфейс: встроенный сетевой адаптер 10/100/1000BASE-T Gigabit Ethernet;
- Беспроводные интерфейсы: встроенный адаптер AirPort Extreme Wi-Fi (на основании проекта спецификации 802.11n); совместимость со стандартом IEEE 802.11a/b/g, встроенный адаптер Bluetooth 2.1 + EDR (улучшенная скорость передачи данных)

#### Июль 2011 (Mid 2011)
20 июля 2011 года вышла улучшенная версия Mac Mini в алюминиевом корпусе. На этот раз был сделан возврат к графике от NVIDIA к Intel и AMD, обновлён процессор с Intel Core 2 Duo до Intel Core i5 — Intel Core i7, увеличены объёмы жёстких дисков и добавлен высокоскоростной порт Thunderbolt вместо разъёма MiniDisplayPort. Вместе с тем, впервые, Mac Mini был лишён оптического привода полностью, вместо этого в нём появился отсек для дополнительного 2,5-дюймового жёсткого диска (ранее оптические приводы отсутствовали только на серверных версиях Mac Mini).
- Процессор: 2.3 ГГц или 2.5 ГГц Intel Core i5 (с возможностью расширения до Intel Core i7 с частотой 2.7 ГГц)
- Кэш третьего уровня: 3 МБ, встроенные в процессор
- Системная шина: 1333 МГц
- Память: 2 ГБ или 4ГБ памяти DDR3 SDRAM, работающей на частоте 1333 МГц, с возможностью расширения до 8 ГБ (неофициально поддерживается до 16 ГБ (Стабильно работает Kingston KVR1333D3S9/8G) [источник не указан 4600 дней])
- Жесткий диск: 500 ГБ с возможностью расширения до 750 ГБ (неофициально возможна установка 7 мм 2,5 дисков до 2 ТБ диски, но не 15 мм)
- Оптический привод: отсутствует
- Графика: Графический процессор Intel HD Graphics 3000 с памятью 288 МБ DDR3 SDRAM (512 МБ при установке 8 ГБ и более оперативной памяти), используемой совместно с основной памятью или графический процессор AMD Radeon HD 6630M с памятью GDDR5 объёмом 256 МБ
- Порты: один порт FireWire 800 (800 Мб/с), 4 порта USB 2.0 (480 Мб/с), выход HDMI; порт Thunderbolt (10 Гб/с), слот для карт SDXC;
- Аудио: встроенный динамик, совмещенный оптический цифровой аудиовход и аудиовыход;
- Сетевой интерфейс: встроенный сетевой адаптер 10/100/1000BASE-T Gigabit Ethernet;
- Беспроводные интерфейсы: встроенный адаптер AirPort Extreme Wi-Fi (на основании проекта спецификации 802.11n); совместимость со стандартом IEEE 802.11a/b/g, встроенный адаптер Bluetooth 4.0.

#### Октябрь 2012 (Late 2012)

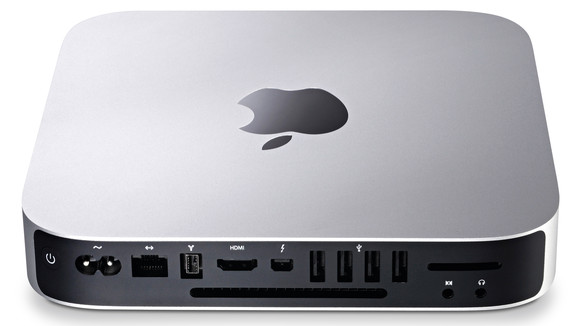
Порты на задней стороне Aluminium Mac mini (2012).

- Процессор: 2.5 ГГц Intel Core i5 (с возможностью расширения до четырёхъядерного Intel Core i7 с частотой 2.3 ГГц)
- Кэш третьего уровня: 3 МБ (в версии с процессором Intel Core i5), 6 МБ (в версии с процессором Intel Core i7), встроенные в процессор
- Системная шина: 1600 МГц
- Память: 4 ГБ или 8 ГБ памяти DDR3 SDRAM, работающей на частоте 1600 МГц, с возможностью расширения до 16 ГБ
- Жёсткий диск: 500 ГБ с возможностью расширения до 1 ТБ (либо 256 ГБ SSD)
- Оптический привод: отсутствует
- Графика: Графический процессор Intel HD Graphics 4000
- Порты: один порт FireWire 800 (800 Мб/с), 4 порта USB 3.0 (5 Гб/с), выход HDMI; порт Thunderbolt (10 Гб/с), слот для карт SDXC;
- Аудио: встроенный динамик, совмещенный оптический цифровой аудиовход и аудиовыход;
- Сетевой интерфейс: встроенный сетевой адаптер 10/100/1000BASE-T Gigabit Ethernet;
- Беспроводные интерфейсы: встроенный адаптер AirPort Extreme Wi-Fi (на основании проекта спецификации 802.11n); совместимость со стандартом IEEE 802.11a/b/g, встроенный адаптер Bluetooth 4.0.

В комплект поставки также входит OS X Mountain Lion и пакет iLife ’11.
В июле 2015 года вышло обновление, которое решило проблему с некорректной работой USB-клавиатур.

#### Октябрь 2014 (Late 2014)
16 октября 2014 года компания Apple представила новую линейку Mac mini. Главным отличием Mac mini 2014 года от своих предшественников стало использование встроенной оперативной памяти LPDDR3 SDRAM, которая не может быть заменена или увеличена пользователем самостоятельно, как в предыдущих Mac Mini 2010—2012 гг.
- Процессор: двухъядерный Intel Core i5 — версии на 1.4 ГГц, 2.6 ГГц, 2.8 ГГц (с возможностью расширения до двухъядерного Intel Core i7)[6];
- Кэш третьего уровня: 3 МБ (в версии с процессором Intel Core i5), 4 МБ (в версии с процессором Intel Core i7)[6];
- Память: 4 ГБ или 8 ГБ памяти LPDDR3 SDRAM, работающей на частоте 1600 МГц, с возможностью расширения до 16 ГБ при покупке[6];
- Жёсткий диск: версии на 500 ГБ, 1 ТБ или 1,12 ГБ Fusion Drive, с возможностью расширения до 1 ТБ SSD[6];
- Графика: Графический процессор Intel HD Graphics 5000 и 5100[6];
- Порты: 4 порта USB 3.0 (5 Гб/с); выход HDMI; 2 порта Thunderbolt 2 (20 Гб/с); слот для карт SDXC[6];
- Аудио: Аудиовход «мини-джек» (цифровой и аналоговый сигнал); Аудиовыход/Выход 3,5 мм для наушников (цифровой и аналоговый сигнал); Порт HDMI поддерживает системы многоканального звука; Поддержка гарнитуры Apple iPhone с микрофоном; Встроенный динамик[6];
- Сетевой интерфейс: встроенный сетевой адаптер 10/100/1000BASE-T Gigabit Ethernet[6];
- Беспроводные интерфейсы: встроенный Wi-Fi 802.11ac, совместимый со стандартом IEEE 802.11a/b/g/n, Bluetooth 4.0[6].

По результатам тестовых замеров производительности при использовании всех ядер в программе Geekbench самые производительные версии Mac Mini Late 2014 на процессоре i7 оказались слабее топовых версий Mac Mini 2012 года. Такая разница в производительности объясняется тем, что в Mac Mini 2012 устанавливались 4-ядерные процессоры Core i7, а в Mac Mini 2014 — 2-ядерные. Тем не менее, производительность на одно ядро у модели 2014 года выше.

### Четвёртое поколение (Space Gray Unibody)
30 октября 2018 года Apple представила обновление линейки Mac mini. Оно получило процессоры Intel серии Coffee Lake, чипом безопасности T2, а также поддержку Bluetooth 5.0, четыре порта Thunderbolt 3 с поддержкой USB 3.1 gen 2, два порта USB 3.0 Type-A и HDMI 2.0. Твердотельный накопитель на базе PCIe стал поставляться в стандартной комплектации, без возможности установки жёсткого диска. Базовый объём памяти стал 128 ГБ и расширялся вплоть до 2 ТБ в максимальной комплектации. Объём оперативной памяти был увеличен до 8 ГБ в базовой комплектации и расширялся вплоть до 64 ГБ в максимальной комплектации. Корпус остался от предыдущего поколения Mac mini, и имеет те же размеры, однако он доступен только в цвете Space Gray.
Также были удалены все устаревшие разъёмы, такие как SD-картридер, отсек для SATA-дисков, ИК-приёмник, оптический аудиовыход S/PDIF (TOSLINK) и аудиовход. macOS Catalina добавила поддержку Dolby Atmos, Dolby Vision и HDR10. Оперативная память снова стала заменяемой. Согласно Apple, память официально не подлежит замене пользователем и требует обслуживания в Apple Store или у авторизованного поставщика услуг Apple. Процессор и твердотельный накопитель распаяны на плате и не подлежат замене.
В марте 2020 года Apple удвоила объем памяти по умолчанию в обеих базовых моделях.
В ноябре 2020 года, одновременно с выпуском Mac mini на чипе Apple M1, Apple сняла с производства базовую модель на базе процессора Intel Core i3, но модели на базе процессоров Intel Core i5 или Core i7 продолжали продаваться вплоть до 17 января 2023 года. 

### Технические характеристики
| Модель                                | 2018 | 2018 |
| ------------------------------------- | --- | --- |
| Дата выпуска                          | 7 ноября 2018 года | 7 ноября 2018 года |
| Снят с производства                   | 10 ноября 2020 года | 17 января 2023 года |
| Название модели                       | A1993 | A1993 |
| ID модели                             | Macmini8,1 | Macmini8,1 |
| Номер модели                          | MRTR2 MXNF2 (после марта 2020 года) | MRTT2 MXNG2 (после марта 2020 года) |
| Стартовая цена                        | $ 799 | $ 1099 |
| Процессор                             | Четырёхъядерный Intel Core i3-8100B с тактовой частотой 3,6 ГГц (без Turbo Boost), с 6 МБ L3 кэша Опционально: шестиядерный процессор Intel Core i7-8700B с тактовой частотой 3,2 ГГц (с Turbo Boost до 4,6 ГГц), с 12 МБ L3 кэша (на момент покупки) | Шестиядерный Intel Core i5-8500B c тактовой частотой 3 ГГц (с Turbo Boost до 4.1 ГГц), с 9 МБ L3 кэша Опционально: шестиядерный процессор Intel Core i7-8700B с тактовой частотой 3,2 ГГц (с Turbo Boost до 4,6 ГГц), с 12 МБ L3 кэша (на момент покупки) |
| Оперативная память                    | 8 ГБ ОЗУ DDR4 SO-DIMM с частотой 2666 МГц Опционально: 16, 32 или 64 ГБ ОЗУ на момент покупки | 8 ГБ ОЗУ DDR4 SO-DIMM с частотой 2666 МГц Опционально: 16, 32 или 64 ГБ ОЗУ на момент покупки |
| Чип безопасности                      | Apple T2 | Apple T2 |
| Графика                               | Intel UHD Graphics 630 | Intel UHD Graphics 630 |
| Твердотельный накопитель              | 128 ГБ SSD (до марта 2020 года); 256 ГБ SSD Опционально: 512 ГБ, 1 или 2 ТБ SSD на момент покупки. 256 ГБ SSD был опциональным вариантом до марта 2020 года. | 256 ГБ SSD (до марта 2020 года); 512 ГБ SSD Опционально: 1 или 2 ТБ SSD на момент покупки. 512 ГБ SSD был опциональным вариантом до марта 2020 года. |
| Твердотельный накопитель              | Твердотельный накопитель на основе NVMe/PCIe 3.0 x4 8.0 GT/s (до 31,5 Гбит/с) | |
| Модули связи                          | Wi-Fi 5 (802.11a/b/g/n/ac), чипсет 3×3, до 1,3 Гбит/с | Wi-Fi 5 (802.11a/b/g/n/ac), чипсет 3×3, до 1,3 Гбит/с |
| Модули связи                          | Bluetooth 5.0 | |
| Модули связи                          | Gigabit Ethernet (с возможностью установки 10 Gigabit Ethernet на момент покупки) | |
| Разъёмы                               | 4× Thunderbolt 3 (USB-C 3.1 Gen 2) | 4× Thunderbolt 3 (USB-C 3.1 Gen 2) |
| Разъёмы                               | 2× USB 3.0 Type-A | |
| Разъёмы                               | HDMI 2.0 | |
| Разъёмы                               | 3,5 мм разъём для наушников | |
| Поддержка внешних мониторов           | Поддержка следующей комбинации максимальных одновременно подключенных мониторов:До трёх дисплеев: до двух дисплеев с разрешением 5K при 60 Гц через порт Thunderbolt и одного дисплея с разрешением 4K при 60 Гц через порт HDMI 2.0 До двух дисплеев: до одного дисплея с разрешением 5K при 60 Гц через порт Thunderbolt и одного дисплея с разрешением 4K при 60 Гц через порт HDMI 2.0 Цифровой видеовыход Thunderbolt 3 поддерживает: штатный видеовыход по стандарту DisplayPort через интерфейс USB-C; видеовыход на устройства с портами Thunderbolt 2, DVI и VGA через дополнительные адаптеры Видеовыход HDMI 2.0 поддерживает: до одного дисплея с разрешением 4K при 60 Гц Видеовывод на устройства с портами DVI через адаптер HDMI/DVI | Поддержка следующей комбинации максимальных одновременно подключенных мониторов:До трёх дисплеев: до двух дисплеев с разрешением 5K при 60 Гц через порт Thunderbolt и одного дисплея с разрешением 4K при 60 Гц через порт HDMI 2.0 До двух дисплеев: до одного дисплея с разрешением 5K при 60 Гц через порт Thunderbolt и одного дисплея с разрешением 4K при 60 Гц через порт HDMI 2.0 Цифровой видеовыход Thunderbolt 3 поддерживает: штатный видеовыход по стандарту DisplayPort через интерфейс USB-C; видеовыход на устройства с портами Thunderbolt 2, DVI и VGA через дополнительные адаптеры Видеовыход HDMI 2.0 поддерживает: до одного дисплея с разрешением 4K при 60 Гц Видеовывод на устройства с портами DVI через адаптер HDMI/DVI |
| Уровень шума на холостом ходу         | 4 дБА | 4 дБА |
| Мощность блока питания                | 150 Вт (макс. непрерывная) | 150 Вт (макс. непрерывная) |
| Выбросы парниковых газов              | 226 кг CO2e | 255 кг CO2e |
| Вес                                   | 1,3 кг | 1,3 кг |
| Размеры                               | 36 мм (высота) 197 мм (ширина) 197 мм (глубина) | 36 мм (высота) 197 мм (ширина) 197 мм (глубина) |
| Изначальная операционная система      | macOS 10.14 Mojave | macOS 10.14 Mojave |
| Последняя версия операционной системы | macOS 13 Ventura | macOS 13 Ventura |

### Пятое поколение (Apple silicon)

#### Developer Transition Kit
На WWDC 2020 Apple представила Developer Transition Kit на базе Apple silicon, предназначенный для помощи разработчикам программного обеспечения при переходе платформы Mac на архитектуру ARM. Неофициально описанный как "iPad в корпусе Mac mini", он имеет номер модели A2330 и идентифицируется как "Apple Development Platform". В нём были установлены процессор Apple A12Z Bionic, 16 ГБ объединённой памяти, 512 ГБ SSD и разъёмы ввода/вывода данных, такие как USB-C, USB-A, HDMI 2.0 и Gigabit Ethernet. Поддержка модулей связи Wi-Fi 5 и Bluetooth 5.0 была включена, но отсутствовала поддержка Thunderbolt 3. Позже она появилась в первых моделях компьютеров Mac на базе Apple silicon и она работала в режиме Thunderbolt 3/USB 4. Developer Transition Kit поставлялся с бета-версией macOS 11 Big Sur и Xcode 12.
| Модель                                 | 2020                                            |
| -------------------------------------- | ----------------------------------------------- |
| Модель                                 |                                                 |
| Дата выпуска                           | 22 июня 2020 года                               |
| Снят с производства                    | 3 февраля 2021 года                             |
| Номер модели                           | MYAL2xx/A                                       |
| ID модели                              | ADP3,2 (A2330)                                  |
| SoC                                    | Восьмиядерный Apple A12Z Bionic с 8 МБ L3 кэша  |
| Графика                                | Apple A12Z Bionic GPU (8 ядер)                  |
| ОЗУ                                    | 16 ГБ объединённой памяти LPDDR4X               |
| Накопитель                             | 512 ГБ SSD                                      |
| Модули связи                           | Wi-Fi 5 (802.11a/b/g/n/ac/ax), до 1,3 Гбит/с    |
| Модули связи                           | Bluetooth 5.0                                   |
| Модули связи                           | Gigabit Ethernet                                |
| Разъёмы                                | 2× USB-C 3.1                                    |
| Разъёмы                                | 2× USB 3.0 Type-A                               |
| Разъёмы                                | HDMI 2.0                                        |
| Аудио                                  | 3,5 мм разъём для наушников                     |
| Аудио                                  | Встроенный монодинамик                          |
| Размеры                                | 36 мм (высота) 197 мм (ширина) 197 мм (глубина) |
| Вес                                    | 1,16 кг                                         |
| Предустановленная операционная система | macOS 11 Big Sur (бета-версия)                  |

Пятое поколение линейки Mac mini на базе чипа Apple M1 было анонсировано 10 ноября 2020 года вместе с обновлёнными моделями MacBook Air и MacBook Pro в рамках перехода Apple с процессоров Intel на Apple silicon. Mac mini пятого поколения имеет в 3 раза более быстрый CPU, в 6 раз более быстрый GPU и в 15 раз более высокую производительность нейронного движка, чем у его предшественника.
Опции с более 16 ГБ объединённой памяти более не доступны. Поддержка внешних дисплеев сократилась до одного дисплея через USB-C/Thunderbolt, хотя по HDMI возможно подключить второй дисплей. Предыдущая модель на базе Intel поддерживала работу с двумя дисплеями 4K через USB-C/Thunderbolt. 20 апреля 2021 года 10 Gigabit Ethernet с функцией Lights Out Management был добавлен в качестве опции для сборки под заказ. Внутренняя система охлаждения имеет тепловую конструкцию, которая, по словам Apple, работает в пять раз быстрее, чем самый продаваемый настольный компьютер на базе Windows в этом ценовом диапазоне.
Цена Mac mini на Apple silicon снизилась на 100 долларов США по сравнению с предыдущей моделью и составляла 699 долларов США. В нём появилась поддержка Wi-Fi 6, USB 4 и поддержку 6K-разрешения для работы с Pro Display XDR. Внешне он похож на Mac mini 2018 года, но имеет более светлую серебристую отделку, как у моделей, выпущенных в период с 2010 по 2014 год.
17 января 2023 года Apple выпустила обновлённые модели Mac mini на базе 8-ядерного чипа Apple M2 или 10/12-ядерного чипа Apple M2 Pro, которые также включали в себя поддержку модулей Wi-Fi 6E и Bluetooth 5.3, а также два дополнительных порта Thunderbolt 4 и поддержку HDMI 2.1 в версии с чипом M2 Pro. По заявлению Apple, модель на базе чипа M2 в пять раз быстрее, чем самый популярный настольный компьютер на Windows, а модель на базе чипа M2 Pro в четырнадцать раз быстрее, чем самый быстрый Mac mini на базе процессоров Intel.

### Технические характеристики
| Модель                                | Late 2020 | Late 2020 | Early 2023 | Early 2023 | Early 2023 |
| ------------------------------------- | --- | --- | --- | --- | --- |
| Дата анонса                           | 10 ноября 2020 года | 10 ноября 2020 года | 17 января 2023 года | 17 января 2023 года | 17 января 2023 года |
| Дата выпуска                          | 17 ноября 2020 года | 17 ноября 2020 года | 24 января 2023 года | 24 января 2023 года | 24 января 2023 года |
| Снят с производства                   | 17 января 2023 года | 17 января 2023 года | Производится | Производится | Производится |
| Название модели                       | A2348 | A2348 | A2686 | A2686 | A2816 |
| ID модели                             | Macmini9,1 | Macmini9,1 | Mac14,3 | Mac14,3 | Mac14,12 |
| Номер модели                          | MGNR3 | MGNT3 | MMFJ3 | MMFK3 | MNH73 |
| Стартовая цена                        | $ 699 | $ 899 | $ 599 | $ 799 | $ 1299 |
| SoC                                   | Apple M1 (8-ядерный CPU) | Apple M1 (8-ядерный CPU) | Apple M2 (8-ядерный CPU) | Apple M2 (8-ядерный CPU) | Apple M2 Pro (10-ядерный CPU) Опционально: 12-ядерный CPU на момент покупки |
| SoC                                   | 4 производительных ядра (Firestorm) с тактовой частотой 3,2 ГГц и 4 энергоэффективных ядра (Icestorm) с тактовой частотой 2,1 ГГц                                                    | 4 производительных ядра (Firestorm) с тактовой частотой 3,2 ГГц и 4 энергоэффективных ядра (Icestorm) с тактовой частотой 2,1 ГГц                                                    | 4 производительных ядра (Avalanche) с тактовой частотой 3,5 ГГц и 4 энергоэффективных ядра (Blizzard) с тактовой частотой 2,4 ГГц | 4 производительных ядра (Avalanche) с тактовой частотой 3,5 ГГц и 4 энергоэффективных ядра (Blizzard) с тактовой частотой 2,4 ГГц | 6 или 8 производительных ядер (Avalanche) с тактовой частотой 3,5 ГГц и 4 энергоэффективных ядра (Blizzard) с тактовой частотой 2,4 ГГц |
| Графика                               | Apple M1 GPU (8 ядер) | Apple M1 GPU (8 ядер) | Apple M2 GPU (10 ядер) | Apple M2 GPU (10 ядер) | Apple M2 Pro GPU (16 ядер) Опционально: 19-ядерный GPU на момент покупки |
| Neural Engine                         | 16-ядерный (11 триллионов операций в секунду) | 16-ядерный (11 триллионов операций в секунду) | 16-ядерный (15,8 триллионов операций в секунду) | 16-ядерный (15,8 триллионов операций в секунду) | 16-ядерный (15,8 триллионов операций в секунду) |
| ОЗУ                                   | 8 ГБ объединённой памяти LPDDR4X с тактовой частотой 4266 МГц Опционально: 16 ГБ объединённой памяти на момент покупки                                                               | 8 ГБ объединённой памяти LPDDR4X с тактовой частотой 4266 МГц Опционально: 16 ГБ объединённой памяти на момент покупки                                                               | 8 ГБ объединённой памяти LPDDR5 с тактовой частотой 6400 МГц Опционально: 16 или 24 ГБ объединённой памяти на момент покупки | 8 ГБ объединённой памяти LPDDR5 с тактовой частотой 6400 МГц Опционально: 16 или 24 ГБ объединённой памяти на момент покупки | 16 ГБ объединённой памяти LPDDR5 с тактовой частотой 6400 МГц Опционально: 32 ГБ объединённой памяти на момент покупки |
| Поставляемый твердотельный накопитель | 256 ГБ SSD Опционально: 512 ГБ, 1 или 2 ТБ SSD на момент покупки | 512 ГБ SSD Опционально: 1 или 2 ТБ SSD на момент покупки | 256 ГБ SSD Опционально: 512 ГБ, 1 или 2 ТБ SSD на момент покупки | 512 ГБ SSD Опционально: 1 или 2 ТБ SSD на момент покупки | 512 ГБ SSD Опционально: 1, 2, 4 или 8 ТБ SSD на момент покупки |
| Модули связи                          | Wi-Fi 6 (802.11a/b/g/n/ac/ax), чипсет 2×2 | Wi-Fi 6 (802.11a/b/g/n/ac/ax), чипсет 2×2 | Wi-Fi 6E (802.11a/b/g/n/ac/ax), до 2,4 Гбит/с | Wi-Fi 6E (802.11a/b/g/n/ac/ax), до 2,4 Гбит/с | Wi-Fi 6E (802.11a/b/g/n/ac/ax), до 2,4 Гбит/с |
| Модули связи                          | Bluetooth 5.0 | Bluetooth 5.0 | Bluetooth 5.3 | Bluetooth 5.3 | Bluetooth 5.3 |
| Модули связи                          | Gigabit Ethernet (с возможностью установки 10 Gigabit Ethernet на момент покупки с 20 апреля 2021 года)                                                                              | Gigabit Ethernet (с возможностью установки 10 Gigabit Ethernet на момент покупки с 20 апреля 2021 года)                                                                              | Gigabit Ethernet (с возможностью установки 10 Gigabit Ethernet на момент покупки) | Gigabit Ethernet (с возможностью установки 10 Gigabit Ethernet на момент покупки) | Gigabit Ethernet (с возможностью установки 10 Gigabit Ethernet на момент покупки) |
| Разъёмы                               | 2× Thunderbolt 3 (USB-C 4) | 2× Thunderbolt 3 (USB-C 4) | 2× Thunderbolt 4 (USB-C 4) | 2× Thunderbolt 4 (USB-C 4) | 4× Thunderbolt 4 (USB-C 4) |
| Разъёмы                               | 2× USB 3.0 Type-A | 2× USB 3.0 Type-A | 2× USB 3.0 Type-A | 2× USB 3.0 Type-A | 2× USB 3.0 Type-A |
| Разъёмы                               | HDMI 2.0 | HDMI 2.0 | HDMI 2.0 | HDMI 2.0 | HDMI 2.1 |
| Разъёмы                               | 3,5 мм разъём для наушников | | | | |
| Мощность блока питания                | 150 Вт (макс. непрерывная) | 150 Вт (макс. непрерывная) | 150 Вт (макс. непрерывная) | 150 Вт (макс. непрерывная) | 150 Вт (макс. непрерывная) |
| Поддержка внешних мониторов           | Поддерживается до двух мониторов одновременно: До одного монитора с разрешением 6K при 60 Гц через порт Thunderbolt и одного монитора с разрешением 4K при 60 Гц через порт HDMI 2.0 | Поддерживается до двух мониторов одновременно: До одного монитора с разрешением 6K при 60 Гц через порт Thunderbolt и одного монитора с разрешением 4K при 60 Гц через порт HDMI 2.0 | Поддерживается до двух мониторов одновременно: До одного монитора с разрешением 6K при 60 Гц и одного монитора с разрешением 5K при 60 Гц через порт Thunderbolt, или одного монитора с разрешением 4K при 60 Гц через порт HDMI 2.0 | Поддерживается до двух мониторов одновременно: До одного монитора с разрешением 6K при 60 Гц и одного монитора с разрешением 5K при 60 Гц через порт Thunderbolt, или одного монитора с разрешением 4K при 60 Гц через порт HDMI 2.0 | Поддерживается до трёх мониторов одновременно До двух мониторов с разрешением 6K при 60 Гц через порт Thunderbolt и одного дисплея с разрешением 4K при 60 Гц через порт HDMI 2.1; До одного монитора с разрешением 6K при 60 Гц через порт Thunderbolt и одного дисплея с разрешением 4K при 144 Гц через порт HDMI 2.1; До одного монитора с разрешением 8K при 60 Гц или разрешением 4K при 240 Гц через порт HDMI 2.1 |
| Выбросы парниковых газов              | 172 кг (379 фунтов) CO2e | 197 кг (434 фунта) CO2e | 112 кг (247 фунтов) CO2e | 126 кг (278 фунтов) CO2e | 150 кг (330 фунтов) CO2e |
| Размеры                               | 36 мм (высота) 197 мм (ширина) 197 мм (глубина) | 36 мм (высота) 197 мм (ширина) 197 мм (глубина) | 36 мм (высота) 197 мм (ширина) 197 мм (глубина) | 36 мм (высота) 197 мм (ширина) 197 мм (глубина) | 36 мм (высота) 197 мм (ширина) 197 мм (глубина) |
| Вес                                   | 1,2 кг | 1,2 кг | 1,18 кг | 1,18 кг | 1,28 кг |
| Изначальная операционная система      | macOS 11 Big Sur | macOS 11 Big Sur | macOS 13 Ventura | macOS 13 Ventura | macOS 13 Ventura |
| Последняя версия операционной системы | MacOS 14 Sonoma | MacOS 14 Sonoma | MacOS 14 Sonoma | MacOS 14 Sonoma | MacOS 14 Sonoma |

## Программное обеспечение
Из программного обеспечения присутствует стандартный для Macintosh набор приложений: операционная система macOS, браузер Safari, пакет программ для работы с фото- и видеоматериалами и создания DVD iLife. Включены пробные версии офисных пакетов iWork и Microsoft Office.
Наличие пишущего DVD-привода (в последних моделях его роль играет MacBook Air SuperDrive) и программного пакета iLife даёт возможность записи и проигрывания цифрового видео и DVD.